# Aivenia tantula
Aivenia tantula är en svampart som beskrevs av Svrcek 1977. Aivenia tantula ingår i släktet Aivenia och familjen Dermateaceae.   Inga underarter finns listade i Catalogue of Life.